# Ruda (Elafiti)
Ruda je otočić iz skupine Elafitskih otoka, kod Dubrovnika.
Otok leži između Lopuda i Šipana, od kojih je udaljen oko 1 km. Površina otoka je 0,296 km². Dužina obalnog pojasa je 2,37 km. Najviši vrh je visok 82 mn/m.